# بیت جبرین
بیت جبرین (به لاتین: Bayt Jibrin)، روستایی‌ست فلسطینی که در ۲۱ کیلومتری شمال‌غربی شهر خلیل واقع شده است. این روستا طی جنگ‌های صلیبی، یکی از قلعه‌های پادشاهی اورشلیم در منطقه بود که نهایتاً توسط ممالیک سقوط کرد. بیت جبرین ۵۶٫۲ کیلومتر مربع مساحت و ۲٬۴۳۰ نفر جمعیت دارد.
سکنه این روستا در طول جنگ فلسطین سال ۱۹۴۸ (نکبه) در پی بمباران هوایی نیروی هوایی تازه تأسیس اسرائیل، و در نهایت اشغال زمینی، از روستا فرار کرده و به تپه‌ها و غارهای اطراف پناه بردند. دولت اسرائیل از بازگشت سکنه روستای بیت جبرین و کودکان آنها تا به امروز جلوگیری به عمل آورده، و اینها تا به امروز در سرتاسر دنیا در آوارگی به سر می‌برند.